# 久久不見久久見
《久久不見久久見》是一首中國海南民歌，使用海南話演唱。作者謝文經在五指山水滿鄉采風時產生靈感，寫下這首歌，並在1986年問世。歌詞簡單上口，表達了久別重逢的喜悅。
2018年4月10日，中共中央總書記、中國國家主席習近平在博鰲亞洲論壇2018年年會開幕式的主旨演講開篇引用歌詞“久久不見久久見，久久見過還想見”，賦予了這首歌合作共贏、構建人類命運共同體等新的含義。